# Hicham El Guerrouj
Hicham El Guerrouj (arabisch هشام الكروج; * 14. September 1974 in Berkane) ist ein ehemaliger marokkanischer Mittel- und Langstreckenläufer. 2004 wurde er mit den Siegen über 1500 und 5000 Meter Doppelolympiasieger.

## Karriere
Die erste internationale Medaille holte El Guerrouj bei den Juniorenweltmeisterschaften 1992 in Seoul. Über 5000 Meter holte er Bronze. Mit einer Zeit von 13:46,79 min wurde er von dem Sieger Haile Gebrselassie (Äthiopien), der auch die 10.000 Meter gewann, um zehn Sekunden distanziert.
1994 lief El Guerrouj seine ersten internationalen Rennen in der Erwachsenenklasse. Er wurde weltweit bekannt für seine guten Leistungen, seine Zeiten lagen stets sehr nahe am Weltrekord. Bei den Weltmeisterschaften 1995 in Göteborg errang er über 1500 Meter schon die Silbermedaille. An den Olympischen Spielen 1996 in Atlanta wurde er jedoch aufgrund eines Sturzes im Finale nur Letzter.
El Guerrouj überwand diesen Misserfolg und wurde 1997 in Athen und 1999 in Sevilla Weltmeister über 1500 Meter. Am 14. Juli 1998 brach er den Weltrekord über 1500 Meter, den davor Noureddine Morceli (ALG) gehalten hatte. Seine Zeit von 3:26,00 min wurde bis heute nicht unterboten (Stand: April 2025). 2001 kam El Guerrouj noch einmal in Brüssel mit 3:26,12 min seinem Weltrekord äußerst nah.
Vor den Olympischen Spielen 2000 in Sydney galt er als größter Favorit auf den Sieg über 1500 Meter, doch wurde er überraschend durch den Kenianer Noah Ngeny geschlagen.
Die Ereignisse wiederholten sich: El Guerrouj wurde erneut zweimal Weltmeister über 1500 Meter, 2001 in Edmonton und 2003 in Paris. Er ist damit bisher der einzige 1500-Meter-Läufer, der seinen Weltmeistertitel dreimal hintereinander erfolgreich verteidigen konnte. Bei den Weltmeisterschaften 2003 wurde er auch Zweiter über 5000 Meter.
Bei den Olympischen Spielen 2004 in Athen konnte er endlich seinen großen Traum erfüllen und wurde Olympiasieger über 1500 Meter, vor dem Kenianer Bernard Lagat. Wenige Tage später wurde El Guerrouj zum zweiten Mal Olympiasieger. Im 5000-Meter-Lauf gewann er vor dem Äthiopier Kenenisa Bekele. Er wurde damit der erste Athlet seit dem Finnen Paavo Nurmi im Jahr 1924, der beide Strecken bei denselben Spielen gewinnen konnte.
Eine Woche vor Beginn der Weltmeisterschaften 2005 in Helsinki musste Hicham El Guerrouj seine Teilnahme krankheitsbedingt absagen. Nachdem er wegen einer Rückenverletzung auch an den Hallenweltmeisterschaften 2006 in Moskau nicht teilnehmen konnte, gab er am 23. Mai 2006 seinen Rücktritt vom Leistungssport bekannt. Er hatte seit den Olympischen Spielen 2004 keinen Wettkampf mehr absolviert.
Hicham El Guerrouj hatte bei einer Größe von 1,76 m ein Wettkampfgewicht von 58 kg. Er ist verheiratet mit Najwa und hat mit ihr eine Tochter. Am 5. November 2006 startete er beim New York City Marathon als „Edelhelfer“ von Lance Armstrong.
2014 fand er Aufnahme in die IAAF Hall of Fame.

## Persönliche Bestzeiten
- 800 m: 1:47,18 min, 2. Juni 1995, Turin
- 1000 m: 2:16,85 min, 12. Juli 1995, Nizza
- 1500 m: 3:26,00 min, 14. Juli 1998, Rom (Weltrekord)
  - Halle: 3:31,18 min, 2. Februar 1997, Stuttgart
- 1 Meile: 3:43,13 min, 7. Juli 1999, Rom (Weltrekord)
  - Halle: 3:48,45 min, 12. Februar 1997, Gent
- 2000 m: 4:44,79 min, 7. September 1999, Berlin (bis 8. September 2023 Weltrekord)
- 3000 m: 7:23,09 min, 3. September 1999, Brüssel
  - Halle: 7:33,73 min, 23. Februar 2003, Liévin
  - 2 Meilen: 8:06,61 min, 23. Februar 2003, Liévin
- 5000 m: 12:50,24 min, 12. Juni 2003, Ostrava

## Auszeichnungen
- 2000: Großer Preis der Sportakademie (IOC)
- 2001: „Athlet des Jahres“ (IAAF)
- 2004: internationaler „Champion des champions“ (L’Équipe)
- 2005: nominiert als Weltsportler des Jahres